# Keele (Dorf)
Keele ist ein Dorf und eine Gemeinde (civil parish) in der Grafschaft Staffordshire in England, Großbritannien.

## Geographische Lage und Verkehrsanbindung
Keele liegt  im Norden von Staffordshire, in den sogenannten Midlands, etwa fünf Kilometer westlich der Stadt Newcastle-under-Lyme.
Auf der Gemarkung der Gemeinde liegt die Autobahn-Raststätte Keele services der Autobahn M6, die von Birmingham kommend  in nördlicher Richtung bis in die Nähe der schottischen Grenze weiterführt. Auf der Gemarkung  liegt  außerdem die Universität Keele. An das Gemeindegebiet schließt sich im Norden das etwa 3,5 Kilometer westlich von Newcastle-under-Lyme gelegene Dorf Silverdale an, ein ehemaliges Bergbau-Revier, wo bis gegen Ende des 20. Jahrhunderts im Untertage-Abbau Steinkohle und Eisenerze gefördert wurden.

## Geschichte
Der größte Teil des Dorfs hatte früher zu einem Rittergut gehört, das sich im Besitz des Ritterordens Order of Saint John befunden hatte. Nach Auflösung des Ordens kam das Gut an die britische Krone und wurde dann 1544 vom Court of Augmentation an Sir William Sneyd verkauft, dessen Vorfahren aus Cheshire stammten. Das Gut mit dem etwa einen Kilometer südöstlich des Dorfkerns gelegenen Herrenhaus Keele Hall  blieb bis über den Zweiten Weltkrieg hinaus im Besitz der Nachfahren Sneyds, die in Silverdale ein Eisenhüttenwerk und eine Kohlegrube besaßen und außerdem Ziegelei-Erzeugnisse herstellten.
Um das Jahr 1834 gab es in der Gemeinde Keele außer dem Gutshof zehn Bauern, einige Handwerksbetriebe und insgesamt 1.130 Einwohner. Um 1860 hatte Keele rund 1.200 Einwohner. Während der Volkszählung von 2001 wurden in Keele 3.664 Einwohner erfasst, von denen die meisten jedoch Studenten waren, die in den Studenten-Wohnanlagen auf dem Campus der Universität Keele logierten. Die Gemeinde Keele verfügt über eine eigene Kirche; im Jahr 1790 wurde die alte Kirche durch einen Neubau ersetzt.